# Confuci (pel·lícula)
Confuci (—孔子; Kǒng Zǐ Confuci en xinès) és una pel·lícula xinesa de la directora Hu Mei. La televisió pública de Catalunya va emetre aquest film doblat al català el 12 de gener de 2013 (Tarda de cinema de TV3). Malgrat que el film estava programat per commemorar el 2560 anys del naixement d'aquest filòsof, es va estrenar el 2010. Les doctrines de Confuci van ser bandejades per les autoritats comunistes però, actualment, certes opinions seves les han trobat d'utilitat de cara el respecte per la jerarquia i valors morals i, especialment, en la seva insistència a fer possible una “societat harmoniosa”. La pel·lícula ha rebut diverses mencions, entre els quals destaca les nominació pel millor actor i millor direcció artística.
Al Festival de Cinema Asiàtic de Barcelona-Casa Àsia Film Week del 2011 (que va prendre el relleu al BAFF) va exhibir la pel·lícula “Confuci” entre d'altres. Neix a Barcelona el festival de cinema asiàtic Casa Àsia Film Week

## Argument
La pel·lícula narra la darrera etapa de la vida del Mestre Confuci (551-479 aC). Als 51 anys accepta un càrrec polític, en el seu estat natal, en un període que les tensions entre els diversos regnes del nord-est de la Xina eren ben evidents i el perill de desordres interns ben viu. Sempre va tenir present la preeminència de l'ètica en els seus afers. La influència que exercia sobre el rei de Lu va provocar l'enveja de personatges importants del regne, per la qual cosa Confuci va exiliar-se de manera voluntària.
No va marxar sol: els seus deixebles el van voler acompanyar. Al final se'l veu preparant la seva gran obra, com a erudit, els “Annals de Primavera i Tardor, de gran influència en la posteritat.

## Repartiment
Alguns cognoms venen donats de la manera occidental
- Yun-Fat Chow.(en el paper de Confuci)
- Xun Zhou (Nanzi, esposa del rei e Wei))
- Jianbin Chen (Ji Sunsi)
- Quan Ren (Yan Hui)
- Yi Lu(Ji Sunfei)
- Lu Yao (governant de Lu)
- Kai Li (Qiguan, esposa de Confuci)
- Ban Wang (Shu Sunwu)
- Huanshan Xu (Laozi, el savi taoïsta)
- Jingwu Ma (el governant de Qi)
- Yanjun Bi (governant de Wei)	...
- Huichun Wang (ministre Li Chu)
- Wenbo Li (deixeble Zilu)
- Ma Qiang (deixeble Ran Qiu
- Jinming Kan (deixeble Zigong)
- Chen Rui (Kong Jiao, filla de Confuci)
- Xingzhe Zhang (Gongshan Niu, responsable de la ciutat de Biyi)
- Zhenyu Qiao (fill de Confuci)
- Gao Tian (Qi Sigong de jove)
- Wang Qingyuan (deixeble Zeng Dian)
- Li Huan (príncep de Wei)
- Dong Ziwu (Yan Zhuoju,cunyat de Zizu)
- Wu Liansheng (ministre)